# Memorias de un luthier
Memorias de un luthier es un libro autobiográfico de  Carlos Núñez Cortés, miembro fundador de Les Luthiers. En él se narra la génesis de 50 obras del repertorio del grupo a través de los recuerdos del autor. El libro fue escrito con motivo de la celebración de los 50 años de la creación de Les Luthiers y como despedida de Núñez Cortés de los escenarios.  

## Ediciones
Memorias de un luthier fue editado por primera vez en Argentina en agosto del 2017. En mayo del 2023 se reeditó en España por Editorial Kultrum. La edición española está corregida y aumentada, ocupando 448 páginas. 
| Año  | Editorial          | ISBN             | País      |
| ---- | ------------------ | ---------------- | --------- |
| 2017 | Planeta            | 978-950-495965-6 | Argentina |
| 2023 | Libros del Kultrum | 978-8418404320   | España    |